# 丹麥郵政
丹麥郵政（Post Danmark A/S）是丹麥的國家郵政服務提供企業。該公司成立於1995年，繼承之前創立於1624年的丹麥郵政局。2002年，丹麥郵政成為公開公司。2009年，丹麥郵政和瑞典郵政合併，成立北方郵政。丹麥郵政僱傭有6,388名員工。

## 外部連結
维基共享资源上的相關多媒體資源：丹麥郵政
- 官方网站 - Post Danmark A/S is part of the PostNord Group.
- Details （页面存档备份，存于） from the CVR register